# WorldCat
WorldCat je združen katalog gradiv v zbirkah več kot 72.000 knjižnic v 170 državah, ki sodelujejo v globalnem programu Online Computer Library Center (Spletni računalniški knjižnični center). Zgrajen in vzdrževan je s strani sodelujočih knjižnic.

## Zgodovina
OCLC je bil ustanovljen leta 1967 pod vodstvom Freda Kilgourja. To leto je OCLC začel razvijati tehnologijo združenega kataloga, ki se je kasneje razvil v WorldCat; prvi kataloški zapisi so bili dodani leta1971.
Leta 2006 so omogočili, da so vsi lahko začeli iskati v WorldCat neposredno na njihovem spletnem mestu ne samo prek naročniškega vmesnika FirstSearch, kjer je bil v spletu na voljo naročenim knjižnicam že več kot desetletje prej. Možnosti podrobnejšega iskanja v WorldCat je ostalo na voljo preko vmesnika FirstSearch.
Leta 2007 je WorldCat Identities vseboval strani 20 milijonov "identitet", ki so metapodatki o imenih - pretežno avtorjih in osebah, ki so predmet objavljenih naslovov.
Leta 2017 je bil v orodje za citiranje Wikipedijinega VisualEditorja vključen OCLC-ov WorldCat Search API, ki je urednikom Wikipedije omogočil enostavno citiranje virov iz WorldCat-a.
Od leta 2017 OCLC in Internet Archive sodelujeta pri zagotavljanju dostopnosti zapisov digitaliziranih knjig Internet Archive v WorldCat.
Februarja 2021 je WorldCat vseboval več kot 512 milijonov bibliografskih zapisov v 483 jezikih, kar predstavlja več kot 3 milijarde fizičnih in digitalnih knjižničnih objektov. V WorldCat podatkovnih zapisih o osebah pa je bilo vključenih več kot 100 milijonov ljudi.